# Jennifer Lopez diskografi
Den amerikanska artisten Jennifer Lopez har sedan sin musikaliska debut 1999 gett ut sju studioalbum, ett remixalbum, en EP och 35 musiksinglar under skivbolagen Work, Epic och Island Def Jam Records. Lopez fick sitt genombrott som skådespelare 1997 med gestaltningen av den mördade sångaren Selena Quintanilla i filmen Selena. Inspirerad av Quintanilla påbörjade hon sitt arbete på ett debutalbum. Hennes första notering på topplistorna blev med "If You Had My Love" som gavs ut i maj 1999. Låten nådde förstaplatsen i sex länder. Debutalbumet On the 6 gavs ut senare under året och tog sig över topp-fem i flera länder, däribland Tyskland, Kanada och Schweiz. Skivan såldes i 6 miljoner exemplar och innehöll ytterligare hits så som "No Me Ames", "Waiting for Tonight" och "Let's Get Loud".
Med hennes andra studioalbum J.Lo (2001) och filmen Bröllopsfixaren (2001) blev Lopez den första artisten i världshistorien att under samma vecka både ha ett musikalbum och en film på toppen av försäljningslistorna i USA. Skivan mottog platinacertifieringar i bland annat USA, Kanada, Storbritannien och Tyskland. Huvudsingeln "Love Don't Cost a Thing" blev en internationell hit som nådde topp-fem i de flesta länder. Ytterligare tre singlar, "Play", "Ain't It Funny" och "I'm Real", hade måttliga till stora framgångar. Den sistnämnda blev Lopez andra förstaplatsnotering på Billboard Hot 100. År 2002 släpptes Lopez' första remixalbum J to tha L–O! The Remixes som blev det första i amerikansk musikhistoria att toppa landets albumlista och rankades senare som en av de bäst säljande remixalbumen genom tiderna. Skivan märkte en tydlig övergång från pop och latinopop till ett mera urbant sound som bestod av hiphop-influerad R&B. Första singeln från projektet; "Ain't It Funny (Murder Remix)", blev sångarens tredje listetta på amerikanska singellistan.
Lopez' tredje studioalbum, This Is Me... Then, släpptes några månader senare och blev hennes hittills mest kritikerrosade skiva. "Jenny from the Block" blev en ytterligare internationell hit medan "All I Have" blev hennes fjärde amerikanska listetta. Albumuppföljaren Rebirth gavs ut år 2005 och platinabelönades av Recording Industry Association of America för över en miljon kopior skickade till affär. Skivan innehöll den internationella topp-tio noteringen "Get Right". År 2007 släpptes artistens första spanskspråkiga musikalbum, Como Ama una Mujer, som nådde till topp-tio på Billboard 200 och förstaplatsen på Top Latin Albums. Como Ama una Mujer var också framgångsrik i Europa och nådde topp-fem i Schweiz och Tyskland. Uppföljaren, Brave, släpptes endast några månader senare. Skivan och dess två singlar, "Do It Well" och "Hold It Don't Drop It" blev mediokra framgångar. Brave blev artistens första album att missa topp-tio på amerikanska albumlistan och mottog blandad kritik från professionella recensenter.
Efter att ha bytt skivbolag till Island Records släppte Lopez sitt sjunde studioalbum Love? (2011). Skivan, som spelades in under Lopez uppbrott med maken Marc Anthony, beskrevs som hennes mest personliga i karriären. Tre singlar släpptes från albumet; "On the Floor", "I'm Into You" och Papi". Den förstnämnda märkte hennes musikaliska comeback och blev hennes största hit i karriären med topp-noteringar i över arton länder. Med en internationell försäljning på 1.4 miljoner exemplar blev "On the Floor" årets bäst säljande singel. Lopez gav ut sitt första samlingsalbum, Dance Again... The Hits, i juli 2012. Skivan innehöll den internationella topp-tio singeln "Dance Again". Jennifer Lopez rankas som en av världens bäst säljande artister med 80 miljoner sålda album fram till 2012.

## Album

### Studioalbum
| Titel                                                                              | Albumdetaljer                                                                                                | Högsta positioner | Högsta positioner | Högsta positioner | Högsta positioner | Högsta positioner | Högsta positioner | Högsta positioner | Högsta positioner | Högsta positioner | Högsta positioner | Sålda ex.                                     | Certifikat |
| Titel                                                                              | Albumdetaljer                                                                                                | USA               | AUS               | KAN               | FRA               | TYS               | NED               | NZL               | SVE               | SCH               | UK                | Sålda ex.                                     | Certifikat |
| ---------------------------------------------------------------------------------- | --- | ----------------- | ----------------- | ----------------- | ----------------- | ----------------- | ----------------- | ----------------- | ----------------- | ----------------- | ----------------- | --------------------------------------------- | --- |
| On the 6                                                                           | - Släppt: 1 juni, 1999 - Skivbolag: Work - Format: CD, kassett, digital nedladdning                          | 8                 | 11                | 5                 | 15                | 3                 | 6                 | 18                | 20                | 3                 | 14                | - USA: 2 808 000 [A] - Globalt: 7 000 000 [B] | - RIAA: 3× Platina - ARIA: Platina - BPI: Guld - BVMI: Guld - CRIA: 5× Platina - IFPI SCH: Platina - RIANZ: Guld - SNEP: 2× Guld                                    |
| J.Lo                                                                               | - Släppt: 23 januari, 2001 - Skivbolag: Epic - Format: CD, kassett, digital nedladdning                      | 1                 | 2                 | 1                 | 6                 | 1                 | 4                 | 3                 | 7                 | 1                 | 2                 | - USA: 3 790 000 [A] - Globalt: 7 000 000 [c] | - RIAA: 4× Platina - ARIA: 2× Platina - BPI: Platina - BVMI: Platina - CRIA: 2× Platina - IFPI SVE: Guld - IFPI SCH: 2× Platina - RIANZ: 2× Platina - SNEP: 2× Guld |
| This Is Me... Then                                                                 | - Släppt: 19 november, 2002 - Skivbolag: Epic - Format: CD, kassett, digital nedladdning, LP                 | 2                 | 14                | 5                 | 4                 | 4                 | 7                 | 19                | 7                 | 3                 | 13                | - USA: 2 593 000 [A]                          | - RIAA: 2× Platina - ARIA: Platina - BPI: Platina - BVMI: Guld - CRIA: 2× Platina - IFPI SVE: Guld - IFPI SCH: Platina - RIANZ: Guld - SNEP: 2× Guld                |
| Rebirth                                                                            | - Släppt: 1 mars, 2005 - Skivbolag: Epic - Format: CD, CD/DVD, kassett, digital nedladdning, dubbelskiva, LP | 2                 | 10                | 2                 | 7                 | 3                 | 1                 | 22                | 14                | 1                 | 8                 | - USA: 740 000 [A]                            | - RIAA: Platina - ARIA: Guld - BPI: Silver - CRIA: Platina - IFPI SCH: Guld - SNEP: Guld                                                                            |
| Como Ama una Mujer                                                                 | - Släppt: 27 mars, 2007 - Skivbolag: Epic - Format: CD, kassett, digital nedladdning                         | 10                | —                 | —                 | 11                | 4                 | 31                | —                 | 49                | 1                 | —                 | - USA: 207 000 [A]                            | - IFPI SCH: Platina |
| Brave                                                                              | - Släppt: 9 oktober, 2007 - Skivbolag: Epic - Format: CD, CD/DVD, digital nedladdning                        | 12                | 46                | 13                | 28                | 41                | 24                | —                 | 59                | 6                 | 24                | - USA: 168 000 [D] - Globalt: 650 000 [e]     | |
| Love?                                                                              | - Släppt: 3 maj, 2011 - Skivbolag: Island - Format: CD, digital nedladdning                                  | 5                 | 9                 | 2                 | 7                 | 4                 | 18                | 12                | 14                | 1                 | 6                 | - USA: 334 000 [D]                            | - BPI: Gold - BVMI: Guld - CRIA: Platina - IFPI SCH: Guld |
| "—" betecknar album som inte utgavs i det landet eller som inte gick in på listan. | |                   |                   |                   |                   |                   |                   |                   |                   |                   |                   |                                               | |

### Samlingsalbum
| Titel                                                                              | Albumdetaljer                                                                       | Högsta positioner | Högsta positioner | Högsta positioner | Högsta positioner | Högsta positioner | Högsta positioner | Högsta positioner | Högsta positioner | Högsta positioner | Högsta positioner | Sålda ex.           | Certifikat                                                               |
| Titel                                                                              | Albumdetaljer                                                                       | USA               | AUS               | KAN               | FRA               | TYS               | NED               | NZL               | SVE               | SCH               | UK                | Sålda ex.           | Certifikat                                                               |
| ---------------------------------------------------------------------------------- | ----------------------------------------------------------------------------------- | ----------------- | ----------------- | ----------------- | ----------------- | ----------------- | ----------------- | ----------------- | ----------------- | ----------------- | ----------------- | ------------------- | ------------------------------------------------------------------------ |
| J to tha L–O! The Remixes                                                          | - Släppt: 5 februari, 2002 - Skivbolag: Epic - Format: CD, digital nedladdning, LP  | 1                 | 11                | —                 | 14                | 5                 | 5                 | 3                 | 14                | 39                | 4                 | - US: 1 496 000 [A] | - RIAA: Platina - ARIA: Guld - BPI: Platina - CRIA: Platina - SNEP: Guld |
| The Reel Me                                                                        | - Släppt: 18 november, 2003 - Skivbolag: Epic - Format: CD/DVD, digital nedladdning | 69                | —                 | —                 | 84                | —                 | —                 | —                 | —                 | —                 | —                 | - US: 275 000 [F]   | - RIAA Video: 3× Platina - ARIA Video: Guld                              |
| On the 6 / J.Lo                                                                    | - Släppt: 27 september, 2004 - Skivbolag: Epic - Format: CD, digital nedladdning    | —                 | —                 | —                 | —                 | —                 | —                 | —                 | —                 | —                 | —                 |                     |                                                                          |
| Triple Feature                                                                     | - Släppt: 9 november, 2010 - Skivbolag: Sony - Format: CD                           | —                 | —                 | —                 | —                 | —                 | —                 | —                 | —                 | —                 | —                 |                     |                                                                          |
| Dance Again... the Hits                                                            | - Släppt: 24 juli, 2012 - Skivbolag: Epic - Format: CD, CD/DVD, digital nedladdning | 20                | 20                | 3                 | 12                | 15                | 17                | 12                | 44                | 7                 | 4                 |                     |                                                                          |
| "—" betecknar album som inte utgavs i det landet eller som inte gick in på listan. |                                                                                     |                   |                   |                   |                   |                   |                   |                   |                   |                   |                   |                     |                                                                          |

## Singlar

### Som huvudartist
| Titel                                                                                | År   | Högsta positioner | Högsta positioner | Högsta positioner | Högsta positioner | Högsta positioner | Högsta positioner | Högsta positioner | Högsta positioner | Högsta positioner | Högsta positioner | Certifikat | Album                     |
| Titel                                                                                | År   | USA               | AUS               | KAN               | FRA               | TYS               | NED               | NZL               | SVE               | SCH               | UK                | Certifikat | Album                     |
| ------------------------------------------------------------------------------------ | ---- | ----------------- | ----------------- | ----------------- | ----------------- | ----------------- | ----------------- | ----------------- | ----------------- | ----------------- | ----------------- | --- | ------------------------- |
| "If You Had My Love"                                                                 | 1999 | 1                 | 1                 | 1                 | 4                 | 5                 | 1                 | 1                 | 9                 | 5                 | 4                 | - RIAA: Platina - ARIA: Platina - BVMI: Guld - IFPI SCH: Gold - RIANZ: Guld - SNEP: Guld                                                      | On the 6                  |
| "No Me Ames" (med Marc Anthony)                                                      | 1999 | —                 | —                 | —                 | —                 | —                 | —                 | —                 | —                 | —                 | —                 | | On the 6                  |
| "Waiting for Tonight"                                                                | 1999 | 8                 | 4                 | 13                | 10                | 15                | 5                 | 5                 | 16                | 14                | 5                 | - ARIA: Platina - RIANZ: Guld - SNEP: Silver                                                                                                  | On the 6                  |
| "Feelin' So Good" (featuring Big Pun och Fat Joe)                                    | 2000 | 51                | 20                | 7                 | —                 | 39                | 30                | 11                | 58                | 22                | 15                | - ARIA Guld | On the 6                  |
| "Let's Get Loud"                                                                     | 2000 | —                 | 9                 | —                 | 40                | 13                | 2                 | —                 | 52                | 10                | —                 | - ARIA: Platina | On the 6                  |
| "Love Don't Cost a Thing"                                                            | 2001 | 3                 | 4                 | 1                 | 5                 | 6                 | 1                 | 1                 | 3                 | 2                 | 1                 | - ARIA: Platina - BPI: Silver - IFPI SCH: Guld                                                                                                | J.Lo                      |
| "Play"                                                                               | 2001 | 18                | 14                | 5                 | 20                | 19                | 7                 | 7                 | 10                | 10                | 3                 | - ARIA: Guld | J.Lo                      |
| "Ain't It Funny"                                                                     | 2001 | —                 | 9                 | —                 | 13                | 13                | —                 | 31                | 3                 | 9                 | 3                 | - IFPI SVE: Guld | J.Lo                      |
| "I'm Real"                                                                           | 2001 | 1                 | 3                 | 6                 | 3                 | 11                | —                 | 3                 | 8                 | 6                 | 4                 | - ARIA: Platina - RIANZ: Guld - SNEP: Silver                                                                                                  | J.Lo                      |
| "Ain't It Funny (Murder Remix)" (featuring Ja Rule and Caddillac Tah)                | 2002 | 1                 | —                 | 12                | —                 | —                 | —                 | —                 | —                 | —                 | 4                 | - ARIA: Guld | J to tha L–O! The Remixes |
| "Alive"                                                                              | 2002 | —                 | —                 | —                 | —                 | —                 | —                 | —                 | —                 | —                 | —                 | | En kvinnas hämnd          |
| "I'm Gonna Be Alright (Track Masters Remix)" (featuring Nas)                         | 2002 | 10                | 16                | 29                | 12                | 6                 | 9                 | 30                | 22                | 4                 | 3                 | - ARIA: Guld | J to tha L–O! The Remixes |
| "Jenny from the Block" (featuring Jadakiss och Styles)                               | 2002 | 3                 | 5                 | 1                 | 5                 | 7                 | 3                 | 6                 | 7                 | 4                 | 3                 | - ARIA: Platina - IFPI SCH: Guld - RIANZ: Guld - SNEP: Guld                                                                                   | This Is Me... Then        |
| "All I Have" (featuring LL Cool J)                                                   | 2003 | 1                 | 2                 | 6                 | 29                | 19                | 3                 | 1                 | 15                | 4                 | 2                 | - ARIA: Platina - RIANZ: Guld | This Is Me... Then        |
| "I'm Glad"                                                                           | 2003 | 32                | 10                | 8                 | —                 | 44                | 6                 | 22                | 51                | 21                | 11                | - ARIA: Guld | This Is Me... Then        |
| "Baby I Love U!"                                                                     | 2003 | 72                | —                 | —                 | —                 | —                 | —                 | —                 | —                 | —                 | 3                 | | This Is Me... Then        |
| "Get Right"                                                                          | 2005 | 12                | 3                 | 3                 | 2                 | 7                 | 2                 | 2                 | 11                | 3                 | 1                 | - RIAA: Guld - ARIA: Platina - RIANZ: Guld - SNEP: Guld                                                                                       | Rebirth                   |
| "Hold You Down" (featuring Fat Joe)                                                  | 2005 | 64                | 17                | —                 | —                 | 44                | 26                | 14                | —                 | 44                | 6                 | | Rebirth                   |
| "Qué Hiciste"                                                                        | 2007 | 86                | —                 | —                 | —                 | 10                | —                 | —                 | —                 | 1                 | —                 | | Como Ama una Mujer        |
| "Do It Well"                                                                         | 2007 | 31                | 18                | 23                | 29                | 30                | 17                | —                 | 54                | 12                | 11                | | Brave                     |
| "Hold It Don't Drop It"                                                              | 2008 | —                 | —                 | —                 | —                 | —                 | —                 | —                 | —                 | —                 | 72                | | Brave                     |
| "Louboutins"                                                                         | 2009 | —                 | —                 | —                 | —                 | —                 | —                 | —                 | —                 | —                 | —                 | | i.u.                      |
| "On the Floor" (featuring Pitbull)                                                   | 2011 | 3                 | 1                 | 1                 | 1                 | 1                 | 4                 | 2                 | 1                 | 1                 | 1                 | - RIAA: 3× Platina - ARIA: 4× Platina - BVMI: 2× Platina - CRIA: 5× Platina - IFPI SVE: 2× Platina - IFPI SCH: 4× Platina - RIANZ: 2× Platina | Love?                     |
| "I'm Into You" (featuring Lil Wayne)                                                 | 2011 | 41                | 45                | 55                | 38                | 16                | 25                | —                 | 54                | 22                | 9                 | - RIAA: Guld - CRIA: Guld - IFPI SCH: Guld | Love?                     |
| "Papi"                                                                               | 2011 | 96                | —                 | 50                | 28                | —                 | —                 | —                 | —                 | 37                | 67                | - CRIA: Guld | Love?                     |
| "Dance Again" (featuring Pitbull)                                                    | 2012 | 17                | 28                | 4                 | 15                | 14                | 19                | 12                | 22                | 14                | 11                | - RIAA: Platina - ARIA: Guld - CRIA: Platina                                                                                                  | Dance Again... the Hits   |
| "Goin' In" (featuring Flo Rida)                                                      | 2012 | —                 | —                 | 54                | —                 | 67                | —                 | —                 | —                 | —                 | —                 | | Step Up Revolution        |
| "Live It Up" (featuring Pitbull)                                                     | 2013 | 60                | 20                | 16                | 67                | 36                | —                 | 27                | 49                | 33                | 17                | - ARIA: Guld - MC: Guld | i.u.                      |
| "I Luh Ya Papi" (featuring French Montana)                                           | 2014 | 77                | —                 | 78                | —                 | —                 | —                 | —                 | —                 | —                 | —                 | | i.u.                      |
| "First Love"                                                                         | 2014 | —                 | —                 | —                 | —                 | —                 | —                 | —                 | —                 | —                 | —                 | | i.u.                      |
| "—" betecknar singlar som inte utgavs i det landet eller som inte gick in på listan. |      |                   |                   |                   |                   |                   |                   |                   |                   |                   |                   | |                           |

### Som gästartist
| Titel                                                                                | År   | Högsta positioner | Högsta positioner | Högsta positioner | Högsta positioner | Högsta positioner | Högsta positioner | Högsta positioner | Högsta positioner | Högsta positioner | Högsta positioner | Certifikat   | Album            |
| Titel                                                                                | År   | USA               | AUS               | KAN               | FRA               | TYS               | NED               | NZL               | SVE               | SCH               | UK                | Certifikat   | Album            |
| ------------------------------------------------------------------------------------ | ---- | ----------------- | ----------------- | ----------------- | ----------------- | ----------------- | ----------------- | ----------------- | ----------------- | ----------------- | ----------------- | ------------ | ---------------- |
| "Control Myself" (LL Cool J featuring Jennifer Lopez)                                | 2006 | 4                 | 17                | 4                 | —                 | 25                | 13                | 7                 | —                 | —                 | 2                 |              | Todd Smith       |
| "The Boy's Fire" (Santana featuring Jennifer Lopez)                                  | 2008 | —                 | —                 | —                 | —                 | —                 | —                 | —                 | —                 | —                 | —                 |              | Ultimate Santana |
| "T.H.E. (The Hardest Ever)" (will.i.am featuring Mick Jagger och Jennifer Lopez)     | 2011 | 36                | 57                | 10                | —                 | —                 | —                 | —                 | —                 | 41                | 3                 |              | i.u.             |
| "Follow the Leader" (Wisin & Yandel featuring [Jennifer Lopez)                       | 2012 | —                 | —                 | —                 | 177               | —                 | —                 | —                 | —                 | —                 | —                 | - RIAA: Guld | Líderes          |
| "Quizas Quizas Quizas" (Andrea Bocelli featuring Jennifer Lopez)                     | 2013 | —                 | —                 | —                 | —                 | —                 | —                 | —                 | —                 | —                 | —                 |              | Passione         |
| "Sweet Spot" (Flo Rida featuring Jennifer Lopez)                                     | 2013 | —                 | 25                | —                 | —                 | —                 | —                 | —                 | —                 | —                 | —                 |              | Wild Ones        |
| "—" betecknar singlar som inte utgavs i det landet eller som inte gick in på listan. |      |                   |                   |                   |                   |                   |                   |                   |                   |                   |                   |              |                  |

### Välgörenhetssinglar
| Titel                                                                                | År   | Högsta positioner | Högsta positioner | Högsta positioner | Högsta positioner | Högsta positioner | Högsta positioner | Högsta positioner | Högsta positioner | Högsta positioner | Högsta positioner | Certifikat | Album |
| Titel                                                                                | År   | USA               | AUS               | KAN               | FRA               | TYS               | NED               | NZL               | SVE               | SCH               | UK                | Certifikat | Album |
| ------------------------------------------------------------------------------------ | ---- | ----------------- | ----------------- | ----------------- | ----------------- | ----------------- | ----------------- | ----------------- | ----------------- | ----------------- | ----------------- | ---------- | ----- |
| "El Ultimo Adios (The Last Goodbye)" (med flera artister)                            | 2001 | —                 | —                 | —                 | —                 | —                 | —                 | —                 | —                 | —                 | —                 |            | i.u.  |
| "What's Going On" (med flera artister)                                               | 2001 | 27                | —                 | —                 | —                 | —                 | —                 | —                 | —                 | —                 | —                 |            | i.u.  |
| "—" betecknar singlar som inte utgavs i det landet eller som inte gick in på listan. |      |                   |                   |                   |                   |                   |                   |                   |                   |                   |                   |            |       |

### Övriga låtar
| "Good Hit"                                                                         | 2011 | 193 | Love? |
| "Until It Beats No More"                                                           | 2011 | 9   | Love? |
| "One Love"                                                                         | 2011 | 171 | Love? |
| "Invading My Mind"                                                                 | 2011 | 10  | Love? |
| "—" betecknar låtar som inte utgavs i det landet eller som inte gick in på listan. |      |     |       |